# Nelson Goncalves Da Costa
Nelson Goncalves Da Costa (Ochtrup, 13 augustus 1982) is een Duits voetballer met Portugese roots. De middenvelder kwam uit voor de Nederlandse voetbalclubs FC Twente en Go Ahead Eagles en speelde vervolgens in de Duitse Oberliga. Hij is ook wel bekend onder de naam Nelson da Costa.
Goncalves Da Costa speelde in zijn jeugd voor Arminia Ochtrup, waar hij werd gescout door FC Twente. In de jeugdopleiding van de Tukkers gold hij als groot talent en in 1999 tekende hij op zeventienjarige leeftijd een vijfjarig contract in Enschede. Zijn doorbraak bleef echter uit. Hij maakte vanaf 2002 deel uit van de hoofdselectie van FC Twente en kwam in seizoen 2003/04 uit in zeven officiële wedstrijden. Op 12 augustus 2003 maakte Goncalves Da Costa zijn debuut in een bekerwedstrijd tegen VVOG. Dit was zijn enige basisplaats in zijn periode bij Twente. In augustus 2004 had hij met een invalbeurt in een bekerwedstrijd tegen Sparta Nijkerk zijn laatste optreden voor FC Twente. Een maand later vertrok hij op huurbasis naar Go Ahead Eagles.
Voor de ploeg uit Deventer speelde Goncalves Da Costa 22 wedstrijden in de Eerste divisie. Hij wist echter geen contract te verdienen en toen zijn verbintenis met FC Twente in 2005 afliep, vond hij een nieuwe club in het Duitse Eintracht Rheine. Met deze ploeg kwam hij tot 2008 uit in de Oberliga Westfalen, waarna degradatie volgde naar de Westfalenliga. In 2009 stapte Goncalves Da Costa over naar Borussia Emsdetten, dat eveneens in de Westfalenliga uitkomt. In oktober 2009 werd hij door zijn trainer, die niet tevreden was over zijn presteren, buiten de selectie geplaatst. In dezelfde maand haalde Goncalves Da Costa de Trainer-A-licentie bij de Duitse voetbalbond. Zijn laatste club was SuS Neuenkirchen waar hij tussen 2010 en 2012 speelde.